# Djebabra
Djebabra, en tamazight de l'Atlas blidéen : Ǧebabra, tifinagh : ⴵⴱⴰⴱⵔⴰ est une commune de la wilaya de Blida en Algérie.

## Géographie

### Localisation
La commune de Djebabra est située au nord-est de la wilaya de Blida, à environ 55 km au nord-est de Blida et à environ 30 km au sud-est d'Alger et à environ 70 km au nord-est de Médéa.
|        | Meftah   |                                         |
| Larbaa | Djebabra | Khemis El Khechna (wilaya de Boumerdès) |
|        | Souhane  |                                         |

### Localités de la commune
Lors du découpage administratif de 1984, la commune de Djebabra est constituée à partir des localités suivantes :
- Djebabra
- Ouled Ardjem
- Siakhène
- Nekakba
- Djemaïa
- El Maden
- Ouled Ali Ben Ahmed
- Zouatra
- Ouled Dellal
- Djebabra Fouagha
- El Amarchia
- Ouled Ali Ben Brahim
- Ghalize